# Врата (фильм, 1987)
«Врата» (англ. The Gate) — фильм ужасов 1987 года.

## Сюжет
После выкорчевывания старого дерева во дворе дома в земле обнаружилась большая загадочная дыра. Когда родители Глена и его сестры Эл уехали из дома на три дня, с детьми начали происходить страшные события, так или иначе связанные с таинственной дырой…

## В ролях
- Стивен Дорфф — Глен
- Криста Дентон — Эл
- Луис Трипп — Теренс Чандлер
- Келли Роуэн — Лори Ли
- Дженифер Ирвин — Линда Ли
- Дебора Гровер — Мама
- Скот Дентон — Папа

## Съёмочная группа
- Режиссёр: Тибор Такач
- Сценарист: Майкл Нанкин
- Продюсер: Джон Кемени
- Оператор: Томас Вамос
- Композиторы: Майкл Хониг и Дж. Петер Робинсон
- Монтажёр: Рит Уоллис
- Художник-постановщик: Уильям Битон
- Художники по декорациям: Джефф Катлер и Марлен Грэкхам
- Художник по костюмам: Триша Беккер

## Интересные факты
- Была анонсирована третья часть фильма «Врата: 20 лет спустя», однако конкретная дата начала съёмок неизвестна[1].
- Фильм стал дебютом актёра Стивена Дорффа[2].
- В 2009 году вышел ремейк фильма «Врата В 3D».